# Tmesiphantes physopus
Tmesiphantes physopus är en spindelart som beskrevs av Cândido Firmino de Mello-Leitão 1926. 
Tmesiphantes physopus ingår i släktet Tmesiphantes och familjen fågelspindlar. Inga underarter finns listade i Catalogue of Life.